# Decke (Bauteil)

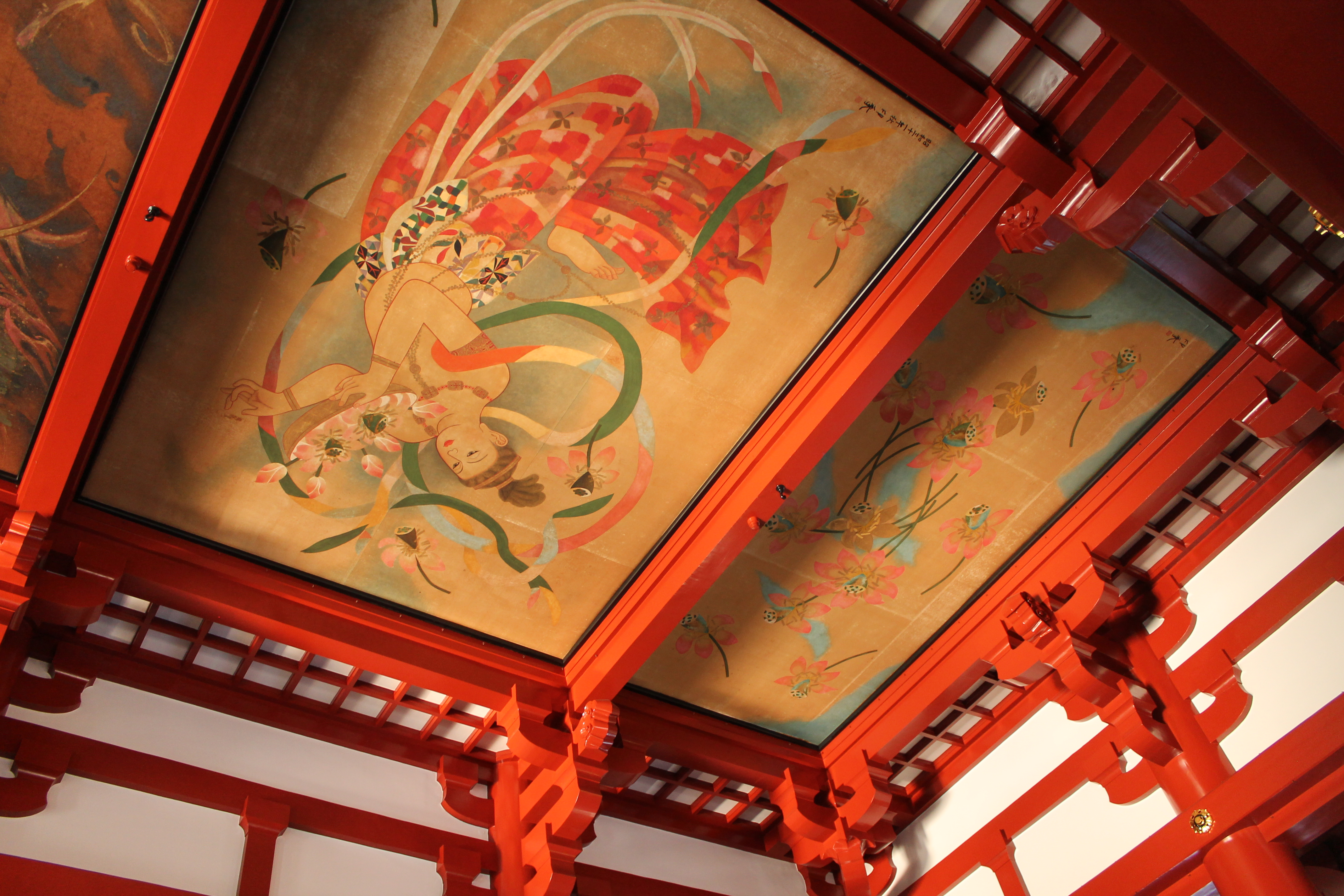
Raumdecke im Sensō-Tempel in Tokio

Eine Decke ist im Bauwesen ein (meist) horizontales Bauteil, das einen Raum nach oben abschließt und eine Vervielfachung der überbauten Grundfläche sowie eine Stapelung von Nutzraum ermöglicht. Die Überspannung von Räumen mit Decken hat sich im Laufe der Geschichte weiterentwickelt, heute gibt es ein- oder mehrschichtige Deckenkonstruktionen.
Als Geschossdecke bildet eine Decke die begehbare Fläche von höherliegenden Geschossen. Die zeichnerische Darstellung einer Decke bezeichnet man als Deckenspiegel. Besonders bairisch/österreichisch wird eine Zimmerdecke Plafond genannt.

## Deckenkonstruktionen
Einschichtige Deckenkonstruktionen bestehen aus der tragenden Rohdecke, einer oberen Ausgleichsschicht und eventuell einer dünnen unteren Putzschicht. Zweiteilige Deckenkonstruktionen bestehen aus der tragenden Rohdecke und dem daraufliegenden Fußbodenaufbau. Bei den dreiteiligen Deckenkonstruktionen kommt noch eine Unterdecke hinzu.
Beim Bau einer Decke ist die Nutzlast in Abhängigkeit von der geplanten Nutzung des über der Decke liegenden Geschosses zu beachten, z. B. Nutzung als Wohnfläche. Sie muss die Last zu den stützenden Bauteilen wie Wänden oder Stützen weiterleiten und daneben oft auch Funktionen wie Schutz vor Witterung (Dachdecke), Kälte bzw. Hitze (Wärmeschutz), Lärm (Schallschutz) und Feuer (Brandschutz) erfüllen, eventuell auch Schutz vor giftigen oder gesundheitsschädlichen Stoffen oder Explosionen (Bunkerdecke) bieten.
Die Wahl der Bauart und der verwendeten Materialien hängt von den o. a. Anforderungen und der Spannweite der Decke ab. Am gebräuchlichsten sind:
- Holz, hauptsächlich im Wohnungsbau als Holzbalkendecke
- Naturstein, Mauerwerk z. B. als Gewölbedecke
- Stahl oder Aluminium z. B. im Industriebau als Trapezblechdecke. Die tragenden Stahlprofile werden auch als Traversen und die Decke als Traversendecke bezeichnet.[2]
- Beton, Stahlbeton oder Spannbeton z. B. als Flachdecke, Elementdecke, Spannbeton-Fertigdecke, Hohldiele, Multifunktionale Betondecke
- Kombination der Materialien, z. B. Kappendecke, Stahl- oder Holzbetonverbunddecke, Hourdisdecke

Bei den mehrschichtigen Decken hat jede Schicht eine spezielle Aufgabe und besteht daher aus verschiedenen Materialien. Der tragende Teil einer Decke, der in der Regel auch die dickste Schicht der gesamten Decke ausmacht, wird als Rohdecke bezeichnet. Darüber befindet sich der Fußbodenaufbau, der die Funktion der Trittschalldämmung erfüllen muss. Die oberste Schicht bildet der Bodenbelag, der sowohl technische (Wasserdichtheit, Abrieb, weitere Verbesserung des Trittschallschutzes etc.) als auch ästhetische Eigenschaften hat. Die Unterseite einer Decke wird verputzt oder erhält eine Verkleidung, die wieder verschiedene Aufgaben erfüllt (Schall-, Brandschutz, ästhetische Eigenschaften). Im modernen Bauwesen hat sich in vielen Bereichen (Bürogebäuden, Industriebau, Sanitärräumen) die abgehängte Unterdecke durchgesetzt. Diese ermöglicht eine Installationszone für haustechnische Leitungen (Elektrotechnik, Lüftung, diverse sonstige Leitungen). Die einzelnen Teile einer Abgehängten Decke sind oft auch leicht demontierbar, was günstig für Umbauten oder Wartung ist.

## Deckenverkleidung
Decken wurden in der Vergangenheit bei repräsentativen Gebäuden oft prachtvoll verziert, mit Holzverkleidungen (Kassettendecken), Gemälden, Mosaiken oder Stuckverzierungen (zum Beispiel die sogenannte Kölner Decke). Heutzutage werden Decken oft mit Gipskarton und ähnlichen Baustoffen verkleidet.

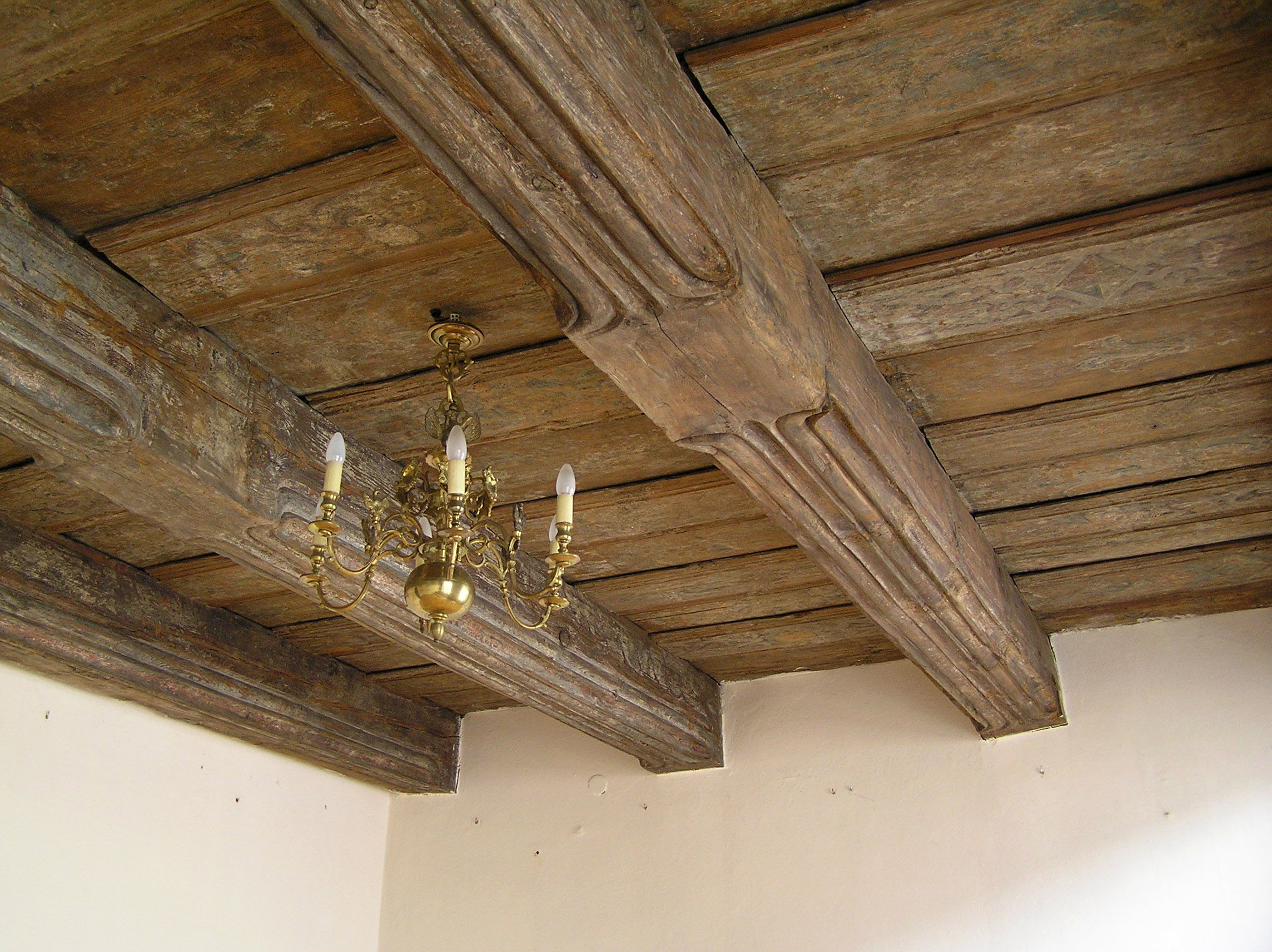
Holzbalkendecke
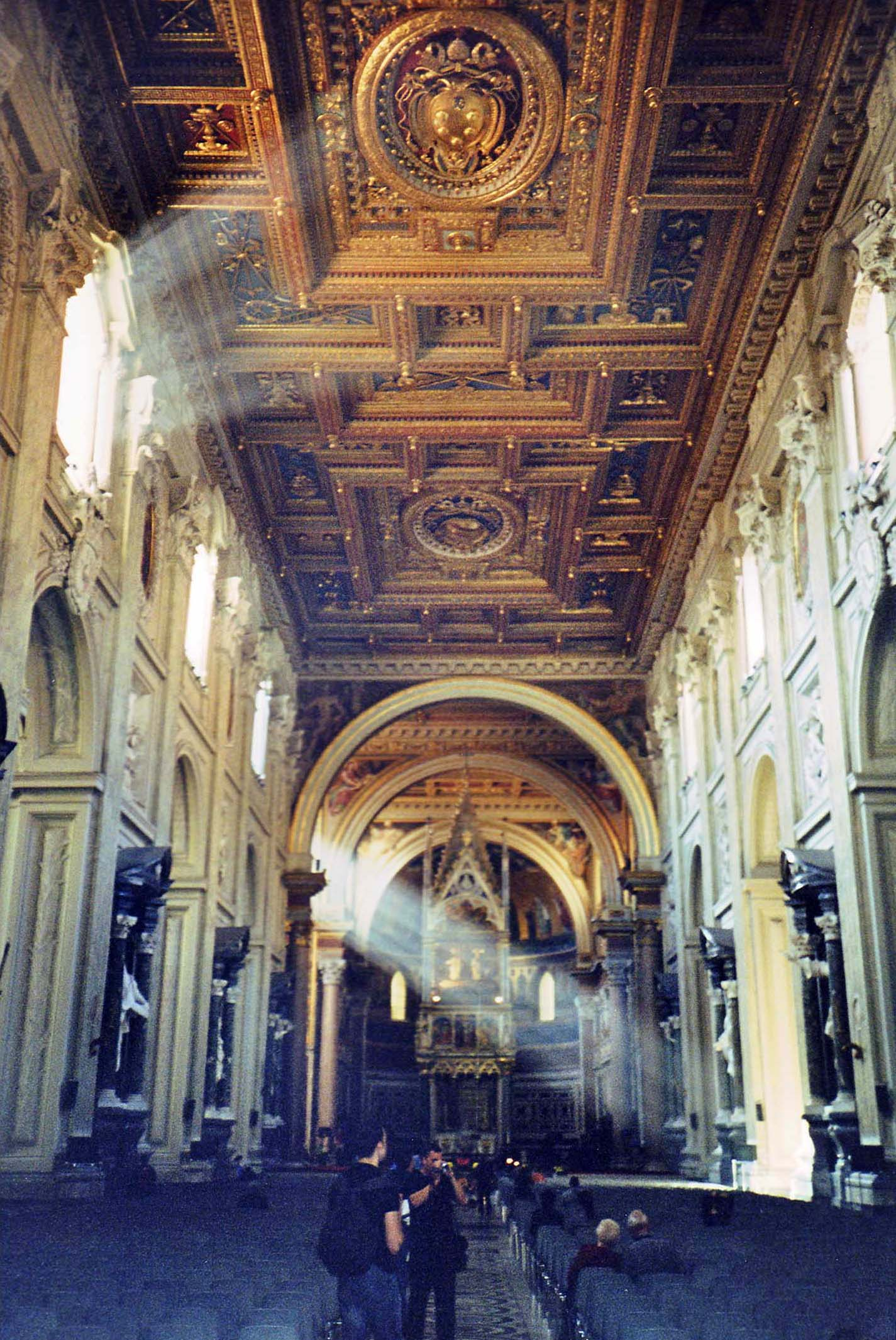
Decke von San Giovanni in Laterano (Rom)
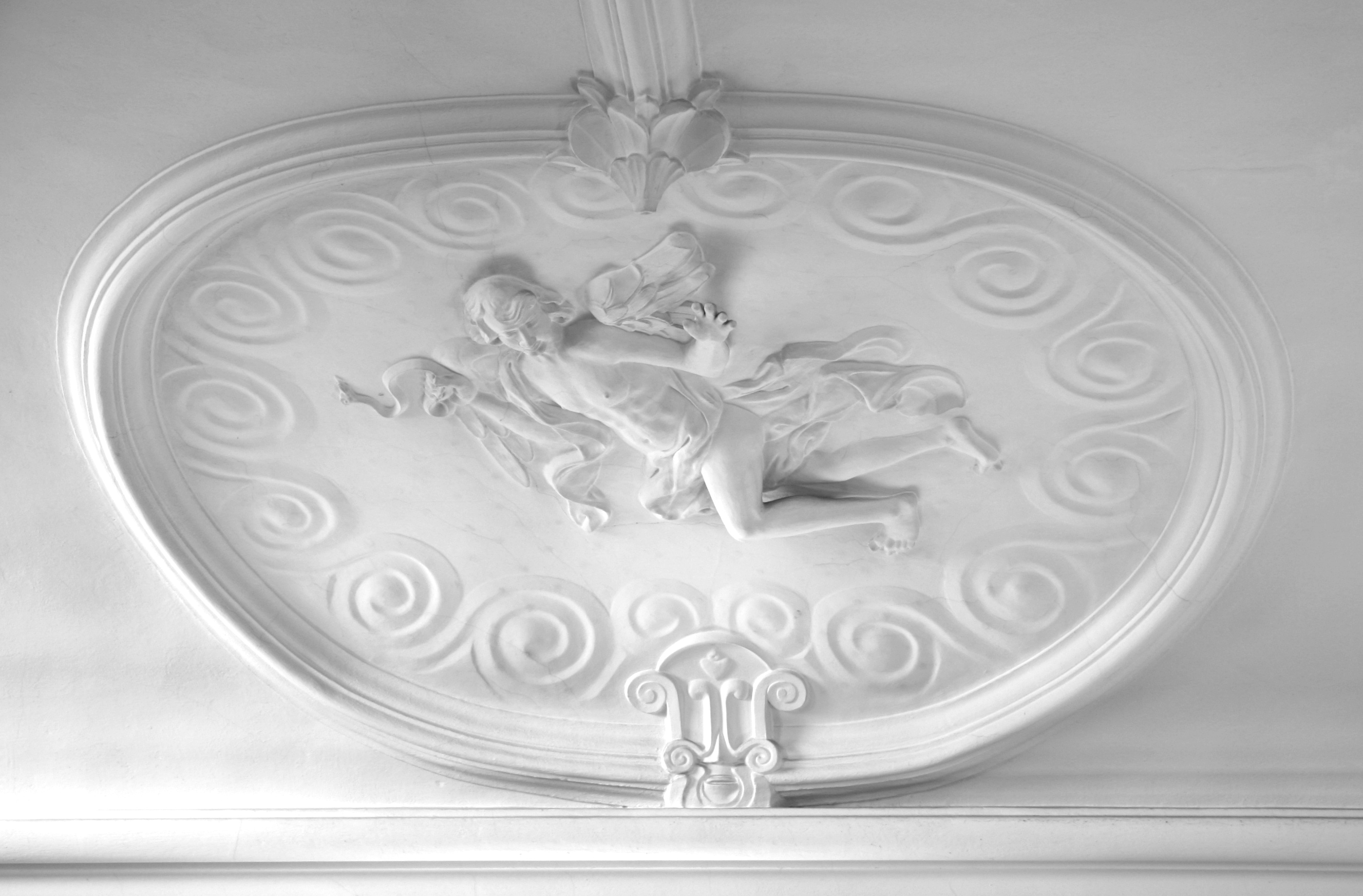
Stuckverzierung einer Decke
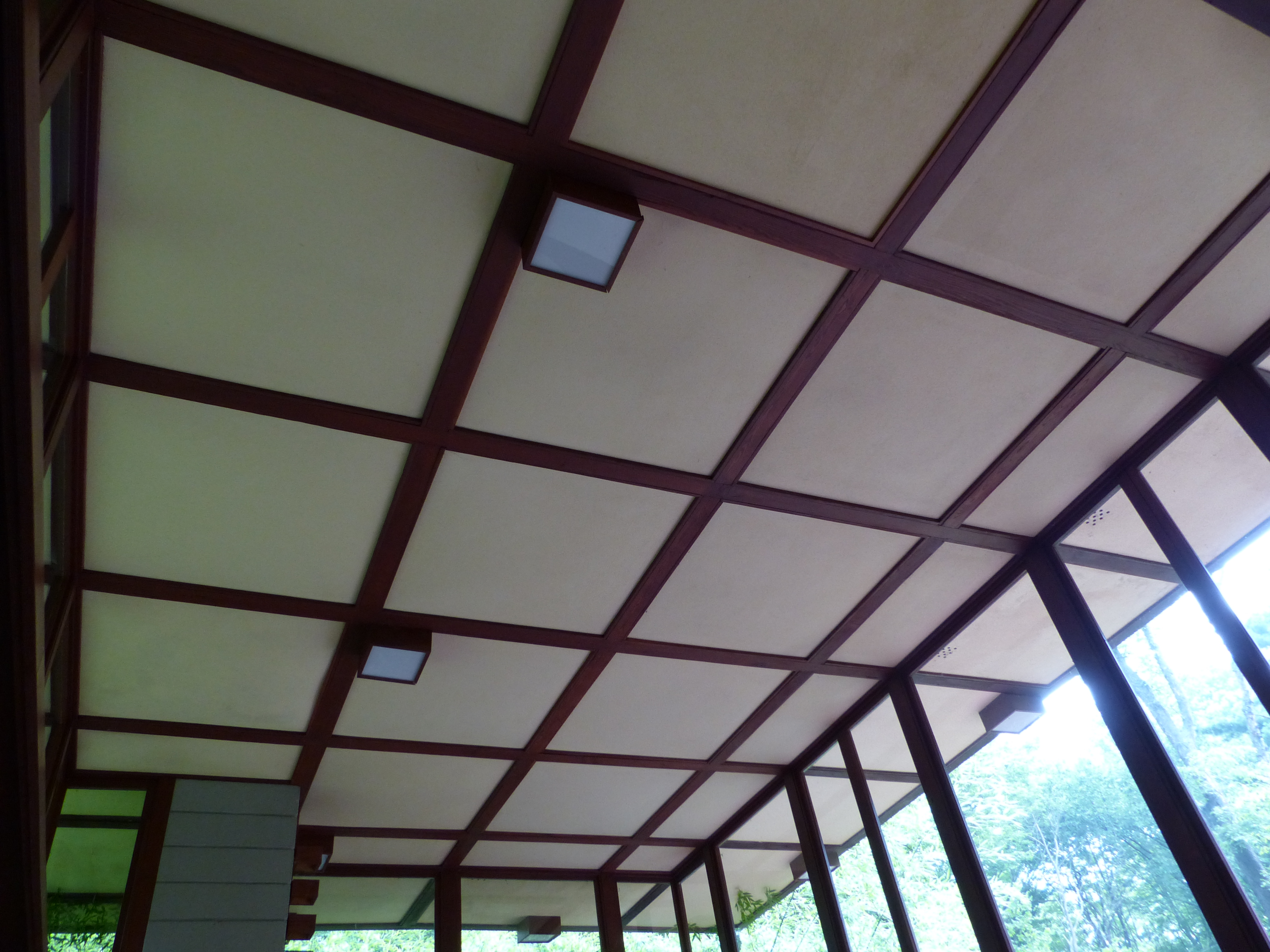
Frank Lloyd Wright – Louis Penfield House
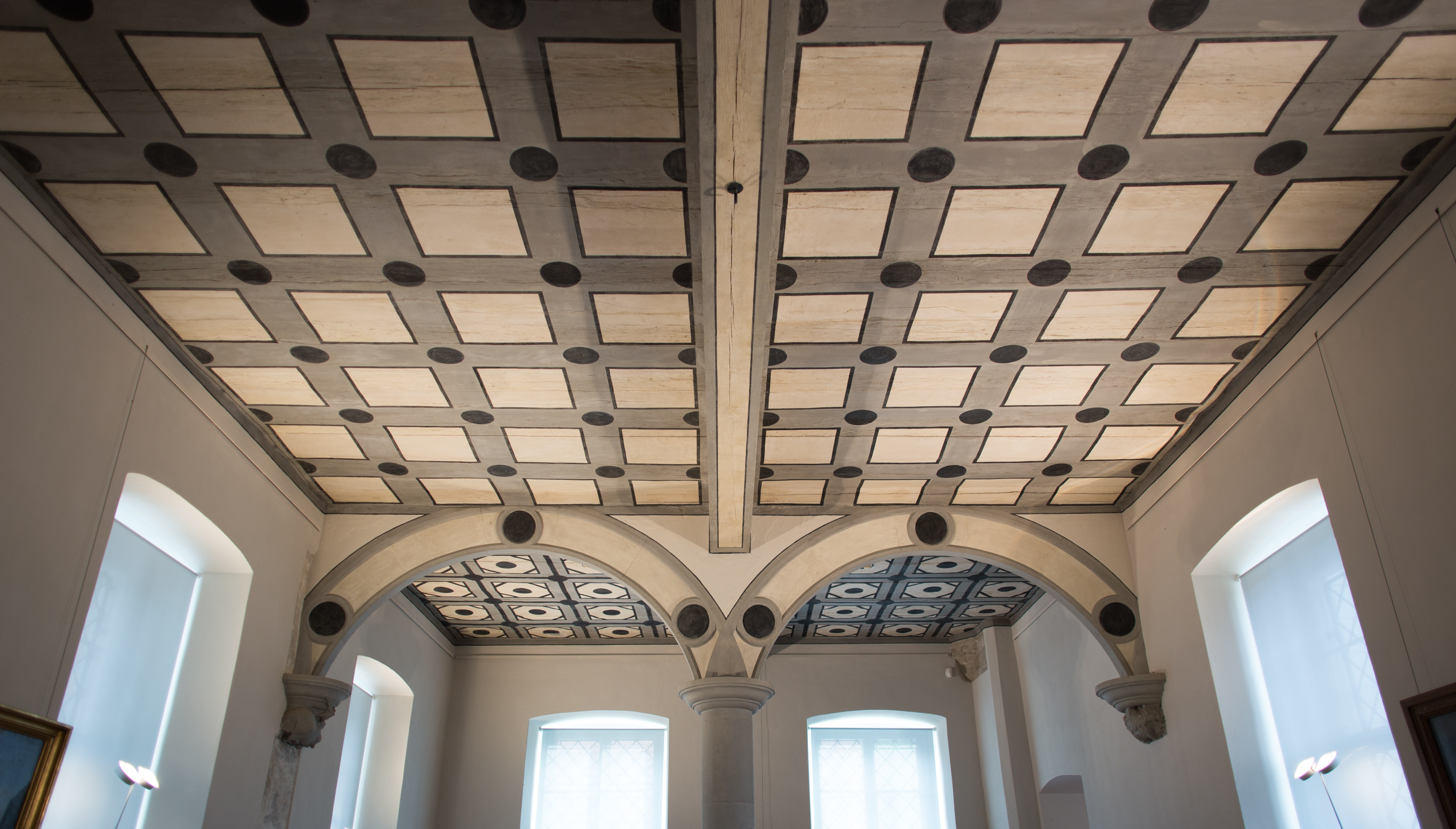
Jagdschloss Grunewald
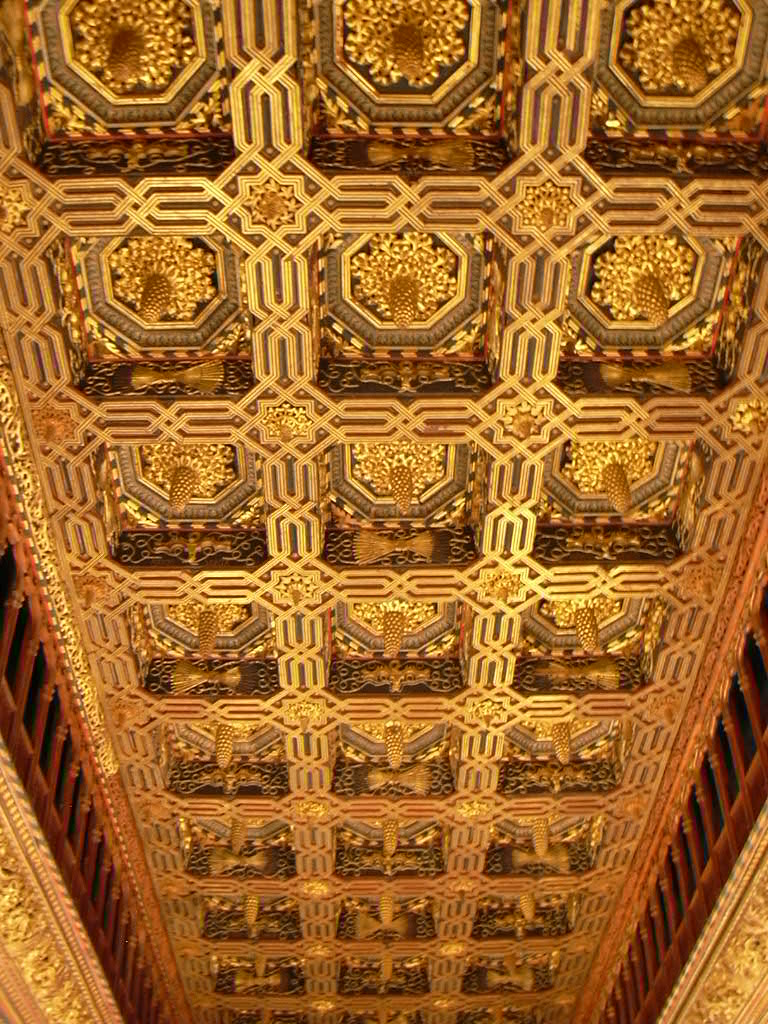
Artesonado-Decke im Aljafería von Saragossa

## Unterdecken

### Begrifflichkeit
In der VDI 4700 Blatt 1 werden abgehängte Unterdecken als flächige Leichtbaudecken definiert. Als Funktion wird die optische Kaschierung der Unterseite tragender Decken oder technischer Installationen. sowie akustischen, lüftungstechnischen, lichttechnischen oder brandschutztechnischen Gründe beschrieben. Die VDI 3755 definiert den gleichen Terminus als Deckenbekleidung und Deckensegel, die mittels Unterkonstruktion direkt oder mit Abstand am tragenden Bauteil befestigt werden.
Die DIN 18168 Teil 1 grenzt den Begriff Unterdecke von Deckenbekleidung ab, indem sie Unterdecken als von der tragenden Decke abgehängtes und Deckenbekleidung unmittelbar befestigtes Bauteil beschreibt. Die EN 14246 definiert den Terminus abgehängte Decke als Unterdecke, die unter tragenden Bauteilen eines Bauwerks montiert ist, um bestimmte Eigenschaften zu erreichen. Auch in der deutschen Musterbauordnung wird der Begriff Unterdecke eigenständig in Bezug auf den Umgang mit brandschutztechnischen Anforderungen an notwendige Flure verwendet.

### Aufbau und Funktion
Oft bestehen Unterdecken aus dünnen verputzten, manchmal stuckiert, auch mit profilierten Holzleisten oder aus Gipskartonplatten, die unter den Dachstuhl oder die eigentliche Rohdecke gehängt werden. Der Zwischenraum kann für TGA-Installationen wie zum Beispiel für Lüftungskanäle, Kabel oder Heizungsrohre genutzt werden. Einbauleuchten können flächenbündig in diese Decken eingelassen werden, so dass sich eine glatte Deckenuntersicht ergibt.
Oft werden abgehängte Decken zur Verbesserungen der raumakustischen Eigenschaften wie beispielsweise zur Trittschalldämmung eingesetzt. In Altbauten werden sie oft eingezogen, um die früher üblichen großen Raumhöhen zu reduzieren und dadurch Heizkosten zu sparen, oder weil die Nutzer niedrigere Räume als gemütlicher empfinden.

### Normen und Richtlinien
Für leichte Deckenbekleidungen und Unterdecken einschließlich Einbauten sind unter anderem folgende Normen zu beachten: DIN 18168 Teil 1 und 2, DIN 18180, DIN 18181, EN 520, EN 1364-2, EN 13964, EN 14190, EN 14246, EN 15283 Teil 1 und 2, EN 16487 sowie VDI 3755.

### Konstruktive Bauteile

#### Verankerungselemente
Durch die Verankerungselemente wird eine kraftschlüssige Verbindung mit der tragenden Rohdecke hergestellt. Die Anzahl der Verankerungen ist so zu bemessen, dass die zulässige Tragkraft der Verankerungselemente sowie die zulässige Verformung der Unterkonstruktion der Decke nicht überschritten werden. Als Daumenwert gilt eine Verankerung je 1,5 m² Deckenfläche. Verankerungselemente sind beispielsweise einbetonierte Halterungen, Dübel und Setzbolzen.

#### Abhängelemente
An den Verankerungselementen werden die Abhängelemente als zugbeanspruchtes Verbindungsglied zur Unterkonstruktion befestigt. Sie sind in der Regel mit einer Vorrichtung zur Höhenjustierung ausgestattet. So kann auch bei Höhendifferenzen der Rohdecke eine ebene Unterdecke ausgebildet werden. Schnellabhänger, Noniusabhänger (vgl. Noniusverbinder) und Direktabhänger sind die gebräuchlichen Formen von Abhängelemente.
Die DIN 18168 definiert Tragfähigkeitsklasse der Unterkonstruktion: für Abhänger und Verbindungselemente
- Klasse 1: Fzul = 0,15 kN
- Klasse 2: Fzul = 0,25 kN
- Klasse 3: Fzul = 0,40 kN

#### Unterkonstruktion
Je nach Aufbau der Abhängelemente bilden in zwei Ebenen übereinander verbundene Grund- und Tragprofile die Unterkonstruktion. An den raumseitigen Tragprofilen wird die von unten sichtbare Deckenlage montiert.

### Arten von Abhangdecken

#### Brandschutzdecke
Als kritische Punkte bei Brandschutzdecken gelten die Anschlüsse und Durchdringungen, wie zum Beispiel durch den Einbau von Leuchten oder Lüftungsauslässen. Durch geeignete Vorkehrungen gilt es die Brandschutzebene immer ungeschwächt aufrechtzuerhalten um so den zu schützenden Bereich, wie beispielsweise einen Fluchtweg, abzuschirmen.

#### Klimadecken
Ein ausgeglichenes Raumklima ist sowohl in modernen Bürogebäuden als auch im Wohnungsbau für das Wohlbefinden der Nutzer von besonderer Bedeutung. Um dieser anspruchsvollen Anforderung gerecht zu werden, wurden multifunktionale Kühl- und Heizsysteme für den Deckenbereich entwickelt. Diese Systeme werden in Form von leichten Deckenbekleidungen direkt, als Unterdecke oder als Deckensegel abgehängt.

## Deckenarten
| Bauteil                          | Bild | Beschreibung |
| -------------------------------- | ---- | --- |
| Abgehängte Decke (s. oben)       |      | Eine Decke (besonders bairisch/österreichisch auch Plafond) ist im Bauwesen ein (meist) horizontales Bauteil, das einen Raum nach oben abschließt. Als Geschossdecke bildet sie die begehbare Fläche von höherliegenden Geschossen. |
| Akustikdecke                     |      | Eine Akustikdecke ist im Bauwesen ein meist horizontal angeordnetes Bauteil mit akustischer Absorptionsfähigkeit zur Verbesserung der Raumakustik durch Senken der Nachhallzeit. |
| Elementdecke/Halbfertigteildecke |      | Die Elementdecke oder Kaiserdecke ist eine Stahlbetonfertigteildecke mit einer Ortbetonergänzung als Aufbeton. Häufig wird auch die Bezeichnung Gitterträgerdecke, Halbfertigteildecke oder der Markenname Filigrandecke verwendet. Schätzungsweise 4 Millionen Quadratmeter Elementdecken werden in Deutschland jährlich produziert. |
| Flachdecke                       |      | Die Flachdecke ist ein Bauteil und bezeichnet eine unterzugslose Decke, die im Regelfall als Ortbeton- oder als Elementdecke ausgeführt wird. |
| Holzbalkendecke                  |      | Bis Mitte des 20. Jahrhunderts weltweit die verbreitetste Deckenbauweise. Bestehend aus Holzbalken, die gewöhnlich im Abstand von 60 bis 90 cm verlegt wurden. Die Abstände zwischen den Balken wurden meist durch Einschieblinge oder darüber verlegte Holzdielen überbrückt. Sonderformen sind die Dübeldecke, Kölner Decke und die Riemlingdecke. |
| Hourdisdecke                     |      | Eine Hourdisdecke (aus dem Französischen: plancher hourdis) ist eine Deckenkonstruktion, die aus so genannten „Hourdis“ (Hohlziegel) besteht, die zwischen Träger aus Stahl (Doppel-T-Träger), Holz oder Stahlbeton gehängt werden. Darüber wird optional eine etwa drei bis fünf Zentimeter dicke Ortbetonschicht gegossen. |

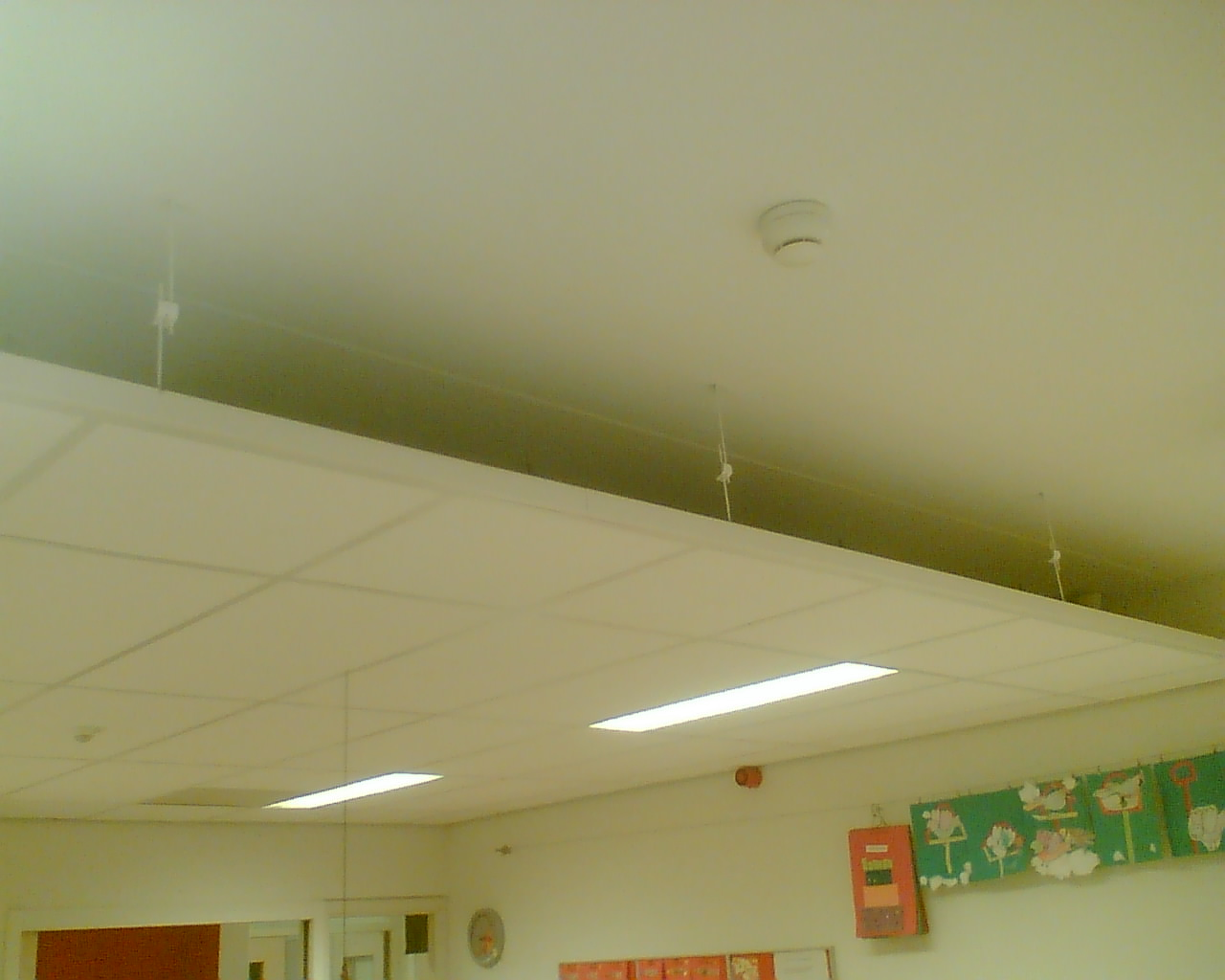
Abgehängte Decke, zwischen Rohdecke (oben) und Leichtbaudecke (unten) sind einige Direktabhänger sichtbar.

| Kappendecke                      |      | Eine Kappendecke (auch Traversenkappendecke, Preußische Kappendecke, kurz Preußische Kappe, oder Berliner Gewölbe, in Bayern auch Schienengewölbe, in Österreich Platzldecke oder kurz Platzl genannt) ist eine Deckenkonstruktion, die aus aneinandergereihten flachen Segmenttonnengewölben besteht, deren Längsseiten auf Stahlträgern (Traversen) aufliegen. |
| Stahlsteindecken                 |      | Stahlsteindecken oder Steineisendecken sind mit Eisen bewehrte Steindecken mit oder ohne Betondruckschicht, bei denen die Steine (Voll- oder Hohlsteine) zur Aufnahme von Druckspannungen herangezogen werden. Zu diesen Decken wurden verschiedene Patente entwickelt. |
| Kassettendecke                   |      | Eine Kassettendecke (auch Felderdecke) weist an ihrer Unterseite in regelmäßiger Anordnung kastenförmige Vertiefungen (Kassetten) auf. Eine solche Decke wird durch sich kreuzende Rippen oder Balken gebildet. Bevorzugte Materialien sind traditionell Holz, Stein oder Stuck. Es gibt aber auch durch illusionistische Malerei (Trompe-l’œil) imitierte Kassettendecken. |
| Kühldecke                        |      | Die Kühldecke gehört zur Gruppe der Flächenheiz-/kühlsysteme. Als Kühldecke gilt eine Raumdecke, deren Temperatur unterhalb der Raumlufttemperatur gebracht und gehalten wird. Dies geschieht durch geschlossene Kreisläufe von gekühltem Wasser. Da Letzteres eine gewisse Temperatur nicht unterschreiten darf (etwa 16 °C, um eine Bildung von Tauwasser zu vermeiden), können idealerweise natürliche Ressourcen wie das Erdreich oder Grundwasser zur Vorkühlung verwendet werden.                            |
| Laternendecke                    |      | Die Laternendecke ist eine besonders von asiatischen Bauwerken bekannte Deckenkonstruktion als Abschluss meist quadratischer Räume. Sie besteht aus vier diagonal über die Ecken des Raumquadrates gelegten Balken oder Deckenplatten, die in der Mitte eine quadratische Öffnung freilassen. Über diese Öffnung sind wiederum mehrere Schichten aus Balken oder Platten gelegt, sodass sich das mittig ausgesparte Quadrat zu einem Luftloch, durch das laternenartig Licht in den Raum einfallen kann, verjüngt. |
| Multifunktionale Betondecke      |      | Multifunktionale Betondecken enthalten verschiedene technische Funktionen, insbesondere die Leitungsstränge der Haustechnik. Durch thermische Bauteilaktivierung können sie als aktiver und passiver Energiespeicher genutzt werden. |
| Plattenbalken                    |      | Ein Plattenbalken ist ein Tragelement im Stahl- und Stahlbetonbau (Massivbau). Er besteht aus einer Platte mit Gurt(en) und Stegen. Je nach Einsatzgebiet variieren Material, Steghöhe des Balkens und Anzahl der Gurte. |
| Spannbeton-Fertigdecke           |      | Die Spannbeton-Fertigdecke oder Hohlkammer-Fertigdecke, auch Spannbeton-Hohldecke ist eine Deckenkonstruktion, die aus individuell vorgefertigten Spannbeton-Formteilen besteht. Die einzelnen Elemente werden auf der Baustelle zur vollständigen Decke zusammengefügt (Vollmontagebauweise). Entsprechend rationell und zeitsparend sind die Bauabläufe. Aufgrund des hohen Vorfertigungsgrades ist es ratsam, Spannbeton-Fertigdecken frühzeitig in die Gebäudeplanung einzubeziehen.                           |